# 706
706（七百六、七〇六、ななひゃくろく）は自然数、また整数において、705の次で707の前の数である。

## 性質
- 706は合成数であり、約数は 1, 2, 353, 706 である。
  - 約数の和は1062。
- 706 = 2 × 353
  - 214番目の半素数である。1つ前は703、次は707。
  - 7 + 0 + 6 = 2 + 3 + 5 + 3 より36番目のスミス数である。1つ前は690、次は728。
- 1/706 = 0.001416430594900849858356940509915… (下線部は循環節で長さは32)
  - 逆数が循環小数になる数で循環節が32になる4番目の数である。1つ前は641、次は898。
- 各位の和が13になる58番目の数である。1つ前は670、次は715。
- 706 = 34 + 54
  - n = 4 のときの 3n + 5n の値とみたとき1つ前は152、次は3368。(オンライン整数列大辞典の数列 A074606)
  - 706 = 92 + 252
    - 異なる2つの平方数の和で表せる210番目の数である。1つ前は701、次は709。(オンライン整数列大辞典の数列 A004431)
- 706 = 32 + 112 + 242 = 32 + 162 + 212 = 72 + 92 + 242 = 92 + 152 + 202 = 112 + 122 + 212 = 152 + 152 + 162
  - 3つの平方数の和6通りで表せる43番目の数である。1つ前は705、次は713。(オンライン整数列大辞典の数列 A025326)
  - 706 = 32 + 112 + 242 = 32 + 162 + 212 = 72 + 92 + 242 = 92 + 152 + 202 = 112 + 122 + 212
    - 異なる3つの平方数の和5通りで表せる30番目の数である。1つ前は674、次は729。(オンライン整数列大辞典の数列 A025343)

## その他 706 に関連すること
- ISO 3166-1（JIS X 0304）国名コードの706は、ソマリア。
- SoftBank 706SCは、ソフトバンクモバイルの携帯電話端末。
- ヒューズ・エア・ウエスト706便空中衝突事故は、1971年に発生した航空事故。
- エア・ベトナム706便ハイジャック事件は、1974年に発生したハイジャック墜落事件。
- 1997年（平成9年）に発生した日本航空MD11機乱高下事故は、別名を日本航空706便事故ともいう。
- 第七〇六海軍航空隊は、大日本帝国海軍の飛行隊。
- アルバカーキ (USS Albuquerque, SSN-706) は、アメリカ海軍の潜水艦。
- 706P
- 706N